# Dragan Bender
Dragan Bender (* 17. November 1997 in Čapljina, Bosnien und Herzegowina) ist ein kroatischer Basketballspieler. Er galt Mitte der 2010er Jahre als eines der größten europäischen Talente, konnte seitdem jedoch die hohen Erwartungen nicht erfüllen.

## Karriere

### Anfangszeit
Bender wurde in Čapljina geboren, zog jedoch später mit seiner Familie nach Split. Er begann im Alter von zwölf Jahren mit dem Basketball und kam an eine von Nikola Vujčić geleitete Akademie. Vujčić förderte fortan Benders sportliche Entwicklung. Bender nahm sich in seiner Spielweise Toni Kukoč zum Vorbild.
Im Alter von 15 Jahren gab Bender sein Profidebüt bei KK Split. Die darauffolgende Saison wechselte er zu KK Kaštela und spielte in der zweiten kroatischen Liga. 2014 wechselte Bender zum europäischen Spitzenklub Maccabi Tel Aviv, der von Vujčić als Manager geführt wurde. Er wurde jedoch an Ironi Ramat Gan verliehen, wo er in 28 Spielen 9,7 Punkte und 7,4 Rebounds im Schnitt erzielte.
Er kehrte 2015 zu Maccabi Tel Aviv zurück, für das er in der Saison 2015/16 regelmäßig Spiele bestritt und den israelischen Pokal gewann. Viele Talentsichter von NBA-Mannschaften wurden auf ihn aufmerksam, Bender entschloss, sich zur NBA-Draft anzumelden.

### NBA
Bender wurde in der NBA-Draft 2016 an vierter Stelle von den Phoenix Suns ausgewählt. In der Geschichte der Mannschaft wurde bei dem Verfahren vor ihm nur Armen Gilliam (1987) an einer noch höheren Stelle aufgerufen. Kein Kroate vor Bender wurde bei der NBA-Rechtevergabe an einer solch hohen Position ausgewählt. Suns-Manager Ryan McDonough bestätigte zudem, dass Bender sofort in die NBA wechseln und in der NBA Summer League zum Einsatz kommen würde.
Bender bestritt in seinem ersten Jahr bei den Suns nur 43 Spiele und kam auf 3,4 Punkte und 2,4 Rebounds im Schnitt. In seinem zweiten NBA-Jahr stieg seine Einsatzzeit von zuvor durchschnittlich 13 auf rund 25 Minuten je Begegnung, er erzielte im Mittel 6,5 Punkte und 4,4 Rebounds pro Spiel. Im Allgemeinen konnte Bender jedoch die Erwartung nicht erfüllen, auch bei seinen nachfolgenden NBA-Arbeitgebern gelang ihm nicht der Durchbruch. Für die Milwaukee Bucks bestritt er sieben Spiele und wurde im Februar 2020 aus dem Aufgebot gestrichen. Die Golden State Warriors statteten ihn hernach zweimal mit auf zehn Tage begrenzte Verträge aus, er stand in neun Spielen für die kalifornische Mannschaft auf dem Feld.

### Rückkehr zu Maccabi
Ende September 2020 wurde Bender von Maccabi Tel Aviv verpflichtet, die Vereinbarung galt zunächst für drei Monate. Zu Jahresbeginn 2021 wurde er mit einem Vertrag bis zum Ende der Saison 2020/21 ausgestattet. Ende Mai 2021 erlitt er einen Kreuzbandriss. Maccabi gewann anschließend ohne ihn die israelische Meisterschaft.

### Spanien
Im August 2022 wurde Bender vom spanischen Erstligisten Obradoiro CAB unter Vertrag genommen, nachdem er seit seinem Kreuzbandriss lediglich zwei Spiele (mit der kroatischen Nationalmannschaft) bestritten hatte.

## Nationalmannschaft
Bender spielte für die Jugendnationalmannschaften Kroatiens. 2014 nahm er mit der kroatischen Auswahl an der U18-Europameisterschaft teil und gewann die Bronzemedaille. Er wurde später A-Nationalspieler.